# Стухляк, Пётр Данилович
Петр Данилович Стухляк (укр. Петро Данилович Стухляк; род. 10 марта 1955, с. Новое Село ныне Тернопольского района Тернопольской области, Украина) — ученый в области материаловедения композиционных материалов, доктор технических наук, профессор кафедры компьютерно-интегрированных технологий Тернопольского национального технического университета имени Иван Пулюй, действительный член Подъемно-транспортной академии наук Украины. Лауреат Государственной премии Украины в области науки и техники (2020).

## Образование
В 1972 году с золотой медалью окончил среднюю школу № 1 городе Лановцы; в 1972—1977 годах, учился в Тернопольском филиале Львовского политехнического института, получил диплом инженера-механика.

## Ученые степени, звание
Кандидатскую диссертацию по специальности 05.02.01 «материаловедение в машиностроении» защитил в 1987 году в Институте механики металлополимерных систем АН Беларуси (город Гомель). Докторскую диссертацию — «Разработка и исследование композитных материалов и покрытий на основе реактопластов для узлов трения и металлоконструкции» защитил в 1996 году в Физико-механическом институте НАН Украины (город Львов). Звание профессора получил в 2001 году.

## Профессиональная деятельность
- В 1972—1977 годах — работал инженером-технологом на заводе «Элементы вычислительных машин» в городе Черновцы.
- В 1972—1977 годах — инженер, старший инженер, младший научный сотрудник отраслевой научно-исследовательской лаборатории с использованием полимерных материалов в газотранспортном оборудовании Тернопольского филиала Львовского политехнического института.
- В 1982—1987 годах — аспирант, младший научный сотрудник в Институте механики металлополимерных систем АН Беларуси (г. Гомель).
- В 1987—1992 годах — старший научный сотрудник, старший преподаватель Тернопольского государственного технического университета имени Ивана Пулюя.
- В 1992 году — доцент кафедры компьютерно-интегрированных технологий ТНТУ.
- В 1998 году избран действительным членом Подъемно-транспортной академии наук Украины. С этого времени возглавляет тернопольское отделение этой академии.
- С 2001 года — профессор, заведующий кафедрой компьютерно-интегрированных технологий ТНТУ.
- С 2006 года — декан факультета компьютерных технологий ТНТУ.

## Отличия
- Заслуженный изобретатель Украины (2012)

## Избранные труды
- Стухляк П. Д. Эпоксидные композиты для защитных покрытий. — Тернопіль : Збруч, 1994. — 177 с. — ISBN 5.343-00536-5.
- Букетов А. В., Стухляк П. Д., Кальба Є. М. Фізико-хімічні процеси при формуванні епоксикомпозитивних матеріалів. — Тернопіль : Збруч, 2005. — 182 с. — ISBN 966-305-009-8.
- Букетов А., Стухляк П., Добротвор І., Золотий Р. Дослідження площі поверхні дисперсного наповнювача з використанням наближених числових методів//Вісник Тернопільського державного технічного університету. — 2006.-№ 1. — Том 14. — с. 24-30.
- Букетов А., Стухляк П., Чихіра І. Вплив технології формування на повзучість у агрессивних середовищах епоксикомпозитів, що містять дисперсний і волокнистий наповнювач//Вісник Тернопільського державного технічного університету. — 2006. — № 4. — Том 14. с. 50-55.
- Добротвор І., Стухляк П., Букетов А., Левицький В. Дослідження параметрів поверхневих шарів при зшиванні епоксипластів, що містять волокнистий і дисперсний наповнювач//Вісник Тернопільського державного технічного університету. — 2007. — № 1. — Том 14. — с. 33-41.
- Микитишин А., Стухляк П., Митник М., Заболоцький О. Дослідження процесів тверднення реактопластів за їх динамічними характеристиками//Вісник Тернопільського державного технічного університету. — 2007. — № 3. — Том 14. — с. 27-33.
- Добротвор І., Стухляк П., Букетов А. Дослідження динаміки зміни миттєвого модуля пружності епоксидпластів на основі моделі зовнішніх поверхневих шарів//Вісник Тернопільського державного технічного університету. — 2007. — № 4. — Том 14. — с. 13-19.
- П. Д. Стухляк, А. В. Букетов, І. Г. Добротвор. Епоксикомпозитні матеріали, модифіковані енергетичними полями. — Тернопіль: Збруч. — 2008. — 208 с.
- Добротвор І., Стухляк П., Букетов А., Грубий І., Коробчук В. Дослідження впливу//Вісник Тернопільського державного технічного університету. — 2008. — № 1. — Том 14. — с. 38-45.
- Добротвор І., Стухляк П., Золотий Р., Букетов А., Яцюк В., Рубаха В. Дослідження геометричних розмірів та структурних параметрів зовнішніх поверхневих шарів у наповнених епоксидокомпозитах//Вісник Тернопільського державного технічного університету. — 2008. — № 2. — Том 14. — с. 34-42.
- Букетов А., Стухляк П., Левицький В. Дослідження адгезійної міцності і залишкових напружень у модифікованих епоксидних композитах // Вісник ТДТУ. — 2008. — Том 13. — № 4. — ст. 31-40. — (механіка та матеріалознавство).]
- П. Д. Стухляк, А. В. Букетов. Епоксикомпозитні матеріали, модифіковані ультрафіолетовим опроміненням. — Тернопіль: Збруч. — 2009. — 237 с.
- Добротвор І., Мороз К., Букетов А., Стухляк П. Епоксикомпозитні матеріали для покриттів: ІЧ-спектральний та оптичний аналіз структури, дослідження вмісту ґель-фракції у композитах // Вісник ТДТУ. — 2009. — Том 14. — № 1. — С. 33-42. — (механіка та матеріалознавство)
- Добротвор І. Г., Стухляк П. Д., Букетов А. В. Дослідження формування зовнішніх поверхневих шарів у епоксикомпозитах//Фізико-хімічна механіка матеріалів. — 2009. — № 4. — с. 99-104.
- Данилишин Г. Розробка кспериментального стенда для визначення реактивного моменту гідростатичного трансформатора з інтегрованою програмою «powergraph»/ Г. Данилишин, П. Стухляк // Вісник ТДТУ. — 2009. — Том —14. — № 4. — С. 119—126. — (машинобудування, автоматизація виробництва та процеси механічної обробки).
- Стухляк П.Розрахунок міцності конструкційних елементів з покриттями / Стухляк П., Букетов А., Бадищук В. //Вісник ТДТУ. — 2010. — Том 15. — № 2. — С. 57-61. — (механіка та матеріалознавство).
- Стухляк П. Д., Мороз К. М. Вплив пористості у системі епоксидна матриця-полівініловий спирт-дисперсний наповнювач на ударну в’язкість//Фізико-хімічна механіка матеріалів. — 2010. — № 4. — с. 27-34.